# 위볼기신경
위볼기신경(superior gluteal nerve), 또는 상둔신경 (上臀神經)은 골반에서 시작되는 신경이다. 중간볼기근(gluteus medius muscle), 작은볼기근(gluteus minimus muscle), 넙다리근막긴장근(tensor fasciae latae muscle), 궁둥구멍근(piriformis muscle)에 분포한다.

## 구조
위볼기신경은 엉치신경얼기(sacral plexus)에서 나오는 L4, L5, S1 척수신경의 뒤가지에서 시작한다. 이후 궁둥구멍근 위쪽에서 큰궁둥구멍(greater sciatic foramen)을 통해 골반을 빠져나간다. 골반을 빠져나갈 때 위볼기동맥(superior gluteal artery), 위볼기정맥(superior gluteal vein)과 함께 주행한다. 골반을 빠져나간 이후로는 위볼기동맥의 깊은가지 윗가지(upper branch of deep branch)와 함께 주행한다. 위볼기신경이 끝나는 곳은 작은볼기근과 넙다리근막긴장근이다.

## 기능
위볼기신경이 분포하는 근육은 다음과 같다.
- 넙다리근막긴장근[4]
- 작은볼기근[1]
- 중간볼기근[1]
- 궁둥구멍근[5]

위볼기신경은 피부가지도 낸다.

## 임상적 중요성

### 보행
정상적인 보행에서 작은 볼기 근육들은 관상면(coronal plane)에서 골반을 안정화시킬 수 있다. 손상된 위볼기신경으로 인해 이러한 근육이 약화 또는 마비되면 영향을 받은 엉덩관절의 약한 벌림(abduction)을 일으킬 수 있다. 이 보행 장애(gait disturbance)는 트렌델렌버그 보행(Trendelenbug gait)이라는 이름으로 알려져 있다. 트렌델렌버그 징후(Trendelenburg's sign) 양성인 경우 골반은 손상된 신경 반대쪽에서 축 처지게 된다. 작은 볼기근육들이 양쪽에서 기능을 잃을 경우 근이상성 보행(myopathic gait, waddling gait)의 원인이 된다.

### 의인성 손상
위볼기신경은 근육 주사(intramuscular injection)와 콩팥 절제술(nephrectomy)에 의해 손상될 수 있다.

## 참고 문헌
이 문서는 현재 퍼블릭 도메인에 속하는 그레이 해부학 제20판(1918) page 959의 내용을 기초로 작성된 글이 포함되어 있습니다.
1. 1 2 3 4 5  Mirjalili, S. Ali (2015년 1월 1일).  Tubbs, R. Shane; Rizk, Elias; Shoja, Mohammadali M.; Loukas, Marios; Barbaro, Nicholas; Spinner, Robert J., 편집. 《Chapter 46 - Anatomy of the Sacral Plexus L4-S4》 (영어). San Diego: Academic Press. 619–626쪽. ISBN 978-0-12-410390-0.
2. 1 2 3  Schünke, Michael (2006). 《Thieme atlas of anatomy : Latin nomenclature : general anatomy and musculoskeletal system》. Stuttgart: Thieme. 476쪽. ISBN 1-58890-419-9.
3. 1 2  David, William S.; Sadjadi, Reza (2019년 1월 1일).  Levin, Kerry H.; Chauvel, Patrick, 편집. 《Chapter 13 - Clinical neurophysiology of lower extremity focal neuropathies》. Clinical Neurophysiology: Diseases and Disorders (영어) 161. Elsevier. 207–216쪽.
4. ↑  Platzer (2004), p 420
5. ↑  Iwanaga J; Eid S; Simonds E; Schumacher M; Loukas M; Tubbs RS (2019). “The Majority of Piriformis Muscles are Innervated by the Superior Gluteal Nerve”. 《Clinical Anatomy》 32 (2): 282–286. doi:10.1002/ca.23311. PMID 30408241.